# SY Muscae

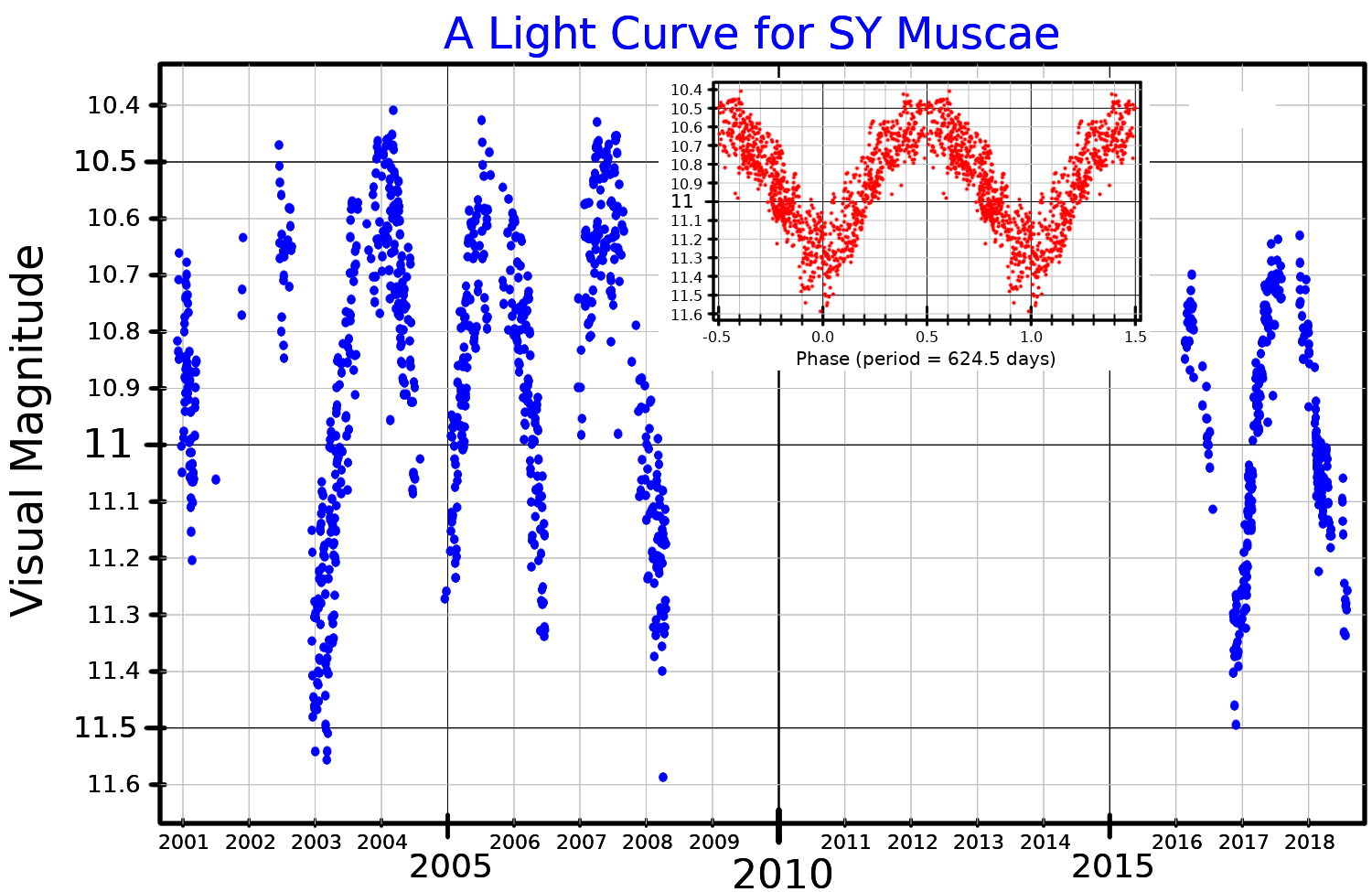
Ljuskurva i visuella bandet för SY Muscae, plottad från ASAS- och ASAS-SN-data. Infällt diagram visar samma data som plottats med avseende på fasen i omloppsperioden.

SY Muscae är en dubbelstjärna i den norra delen av stjärnbilden Flugan. Den har en genomsnittlig skenbar magnitud av ca 11 och kräver ett teleskop för att kunna observeras. Baserat på parallax enligt Gaia Data Release 1 på ca 0,08 mas, beräknas den befinna sig på ett avstånd på ca 2 771 ljusår (ca 850parsek)  från solen. Den rör sig bort från solen med en heliocentrisk radialhastighet på ca 14 km/s.

## Egenskaper
Primärstjärnan SY Muscae A är en röd till orange jättestjärna av spektralklass M4.5 III. Den har en massa som är ca 1,5 solmassa, en radie som är ca 114 solradier och har ca 1 560 gånger solens utstrålning av energi från dess fotosfär vid en effektiv temperatur av ca 3 400 K.
SY Muscae består av en röd jätte och en vit dvärg. Dess skenbara magnitud varierar från 10,2 till 12,7 med en period av 624,5 dygn. Även om dubbelstjärnan är ett symbiotiskt stjärnsystem är den ovanlig eftersom den inte har någon eruptiv komponent. Den är ett symbiotiskt system av S-typ, vilket betyder att ljuset kommer från stjärnorna snarare än omgivande stoft.
Följeslagaren är en vit dvärg med en massa av bara 0,43 gånger solens massa. De två stjärnorna är separerade med 1,72 astronomiska enheter (AE) och har en omloppsperiod av 624 dygn.  Den röda jätten pulserar med en period på 56 dygn. Jättestjärnans yta sträcker sig ut till 40 procent av avståndet till Lagrangepunkten L1, och fyller därför inte sin Roche Lobe och ger därmed den vita dvärgen en ackretionsskiva.